# Toto Cutugno
Toto Cutugno (født 7. juli 1943, død 22. august 2023) var en italiensk popsanger og musiker. Toto vandt i 1990, Eurovision Song Contest med "Insieme: 1992". Han var vært sammen med Gigliola Cinquetti ved Eurovision Song Contest 1991.

## Diskografi
- Albatros (1976)
- Come ieri, come oggi, come sempre (1978)
- La mia musica (1981)
- L'italiano (1983)
- Azzura malinconia (1986)
- Voglio l'anima (1987)
- Innamorata, innamorato, innamorati (1987)
- Mediterraneo (1987)
- Toto Cutugno (1990)
- Insieme: 1992 (1990)
- Non e facile essere uomini (1992)
- Voglio andare a vivere in campagna (1995)
- Canzoni nacoste (1997)
- Il treno va (2002)
- Cantando (2004)
- Come noi nessuno al mondo (2005)